# 岡山県道162号岡山倉敷線
岡山県道162号岡山倉敷線（おかやまけんどう162ごう おかやまくらしきせん）は、岡山県の岡山市北区から倉敷市に至る一般県道である。

## 概要
道路法第7条第1項第1号の「市又は人口5,000人以上の町（以下これらを「主要地」という）とこれらと密接な関係にある主要地、港湾法第2条第2項 に規定する重要港湾若しくは地方港湾、漁港漁場整備法（旧称・漁港法）第5条に規定する第二種漁港若しくは第三種漁港若しくは飛行場（以下これらを「主要港」という。）、鉄道若しくは軌道の主要な停車場若しくは停留場（以下これらを「主要停車場」という。）又は主要な観光地とを連絡する道路」に該当する県道で、岡山市街と倉敷市街とを結ぶ。

### 路線データ
- 路線番号：3162[1]
- 起点：岡山県岡山市北区野田70番8先[1]（野田西交差点、岡山県道21号岡山児島線・岡山県道236号巌井野田線交点）
- 終点：岡山県倉敷市大島[要出典]（大島交差点、国道429号・岡山県道22号倉敷玉野線交点）
- 総延長：岡山市分 6444.9 m [1]、倉敷市分 -- m
- 実延長：全線 13.1 km [2]
- 幅員：岡山市分 9.3 - 55.9 m [1]、倉敷市分 -- m

## 歴史
この路線区間の前身は国道2号。二次改築事業による岡山バイパスの整備に伴い、旧道となったため、建設省（当時）から県に移管され、一般県道となった。

### 年表
- 1979年（昭和54年）3月30日：認定および供用開始[1][注釈 2]。
- 2009年（平成21年）4月1日：岡山市が政令指定都市に移行し、岡山市分[注釈 3]の道路管理者が県から市に変わる。

## 路線状況
岡山市街と倉敷市街とを結ぶ都市間連絡道路の一つ。国道2号時代に一次改築を完了している。

### 通称
かつて国道2号だった通りであることから、旧国道2号という意味の口語として「旧2号線」と呼ばれているほか、路線名の略称として「岡倉線」とも呼ばれている。
- 旧2号線
- 岡倉線

### 道路施設
主な橋梁は、岡山市北区の西長瀬と久米の間を流れる笹ヶ瀬川に架かる白石橋、中撫川と撫川の間を流れる足守川に架かる撫川橋の計2か所の跨川橋があるほか、JR山陽本線に架かる跨線橋が岡山市北区平野と倉敷市中庄に1か所ずつある。
- 白石橋（所在地：岡山市北区 西長瀬 - 久米、橋長：73.5 m ）[3]
- 庭瀬跨線橋（所在地：岡山市北区平野、橋長：21.4 m ）[4]
- 撫川橋（所在地：岡山市北区 中撫川 - 撫川、橋長：58.6 m ）[5]
- 百舌ヶ鼻跨線橋（所在地：倉敷市中庄、橋長：13.3 m ）[6]

### 都市計画
岡山市北区と倉敷市のうち、路線区間の一部が都市計画道路の一部に指定されている。
- 岡山県南広域都市計画道路3・3・岡301号久米東岡山線[7]
- 岡山県南広域都市計画道路3・5・72号中庄霞橋大谷線[8]

### 緊急輸送道路
岡山県緊急輸送道路ネットワークのうち、岡山県道21号岡山児島線（岡山市北区野田）から国道180号岡山西バイパス（岡山市北区西長瀬）までが第1次緊急輸送道路、そこから国道429号（倉敷市大島）までが第2次緊急輸送道路となっている。

## 地理

### 通過する自治体
- 岡山県
  - 岡山市（北区） - 倉敷市

### 交差する道路
| 交差する道路                                    | 市町村名 | 市町村名 | 交差する場所     | 交差する場所           |
| ----------------------------------------------- | -------- | -------- | ---------------- | ---------------------- |
| 岡山県道21号岡山児島線 岡山県道236号巌井野田線  | 岡山市   | 北区     | 野田             | 野田西交差点 / 起点    |
| 岡山県道244号当新田中仙道線                     | 岡山市   | 北区     | 中仙道           |                        |
| 国道180号 / 岡山西バイパス                      | 岡山市   | 北区     | 西長瀬           | 西長瀬交差点           |
| 岡山県道61号妹尾御津線                          | 岡山市   | 北区     | 久米             | 久米交差点             |
| 岡山県道151号妹尾吉備線 岡山県道245号真金吉備線 | 岡山市   | 北区     | 平野             | 庭瀬交差点             |
| 岡山県道153号早島吉備線                         | 岡山市   | 北区     | 撫川（なつかわ） | 撫川橋交差点           |
| 岡山県道73号箕島高松線                          | 倉敷市   | 倉敷市   | 下庄             | 流通センター入口交差点 |
| 岡山県道389号吉備津松島線                       | 倉敷市   | 倉敷市   | 松島             | 松島北交差点           |
| 岡山県道186号中庄停車場線                       | 倉敷市   | 倉敷市   | 松島             | 中庄駅入口交差点       |
| 岡山県道187号早島松島線                         | 倉敷市   | 倉敷市   | 松島             | 松島交差点             |
| 国道429号 岡山県道22号倉敷玉野線                | 倉敷市   | 倉敷市   | 大島             | 大島交差点 / 終点      |

### 交差・並行する鉄道
路線区間の近くをJR山陽本線が並走し、線路の上を庭瀬跨線橋（岡山市北区平野）と百舌ヶ鼻跨線橋（倉敷市中庄）で越える。
- JR山陽本線（区間：岡山駅 - 倉敷駅）

### 並行する旧街道
路線区間の近くを江戸期に鴨方往来、明治期以降に玉島街道と称した旧街道（往来）が並走している。
- 旧鴨方往来（玉島街道）

### 沿道
沿道およびその付近にある主なものは次のとおり。
- 岡山ドーム（所在地：岡山市北区北長瀬表町一丁目）
- 岡山市立市民病院（所在地：岡山市北区北長瀬表町三丁目）
- JR山陽本線（区間：岡山駅 - 倉敷駅）
  - 北長瀬駅 - 庭瀬駅[注釈 4] - 中庄駅[注釈 5]
- 岡山市立吉備小学校（所在地：岡山市北区庭瀬）
- 清心中学校・清心女子高等学校（所在地：倉敷市二子）
- 学校法人川崎学園（所在地：倉敷市松島）
  - 川崎医科大学
  - 川崎医療福祉大学
  - 川崎医科大学附属病院
- 岡山木村屋本部・工場（所在地：倉敷市中庄）

観光
- 犬養木堂記念館（所在地：岡山市北区川入)[注釈 6]
- RSKランド（RSK吉備ラジオ送信所・RSKバラ園・RSKハウジングプラザ）（所在地：岡山市北区撫川）[注釈 7]
- 現代医学教育博物館（所在地：倉敷市松島）
- 倉敷マスカットスタジアム（所在地：倉敷市中庄）[注釈 8]